# Plebiscito constitucional de Chile de 2023
El plebiscito constitucional de Chile de 2023 fue un referéndum realizado el domingo 17 de diciembre con el objeto de determinar si los ciudadanos estaban de acuerdo con la propuesta de Constitución Política de la República redactada por el Consejo Constitucional, por lo que también era denominado como «plebiscito de salida».
Más de 6.8 millones de votos, equivalentes al 55.76 % de aquellos válidamente emitidos, rechazaron la propuesta constitucional. El presidente de la República, Gabriel Boric, aseguró que con el «resultado, durante nuestro mandato se cierra el proceso constitucional».

## Fecha de la elección
De acuerdo al cronograma propuesto inicialmente en el «Acuerdo por Chile», el plebiscito ratificatorio estaba considerado para el 26 de noviembre de 2023. Luego de la discusión parlamentaria de la reforma constitucional, en diciembre de 2022 se acordó que el plebiscito de salida quedaría fijado para el domingo 17 de diciembre de 2023; esto ocurrrió luego del final del periodo de trabajo del Consejo Constitucional, que duró 5 meses tras su instalación.

## Formato

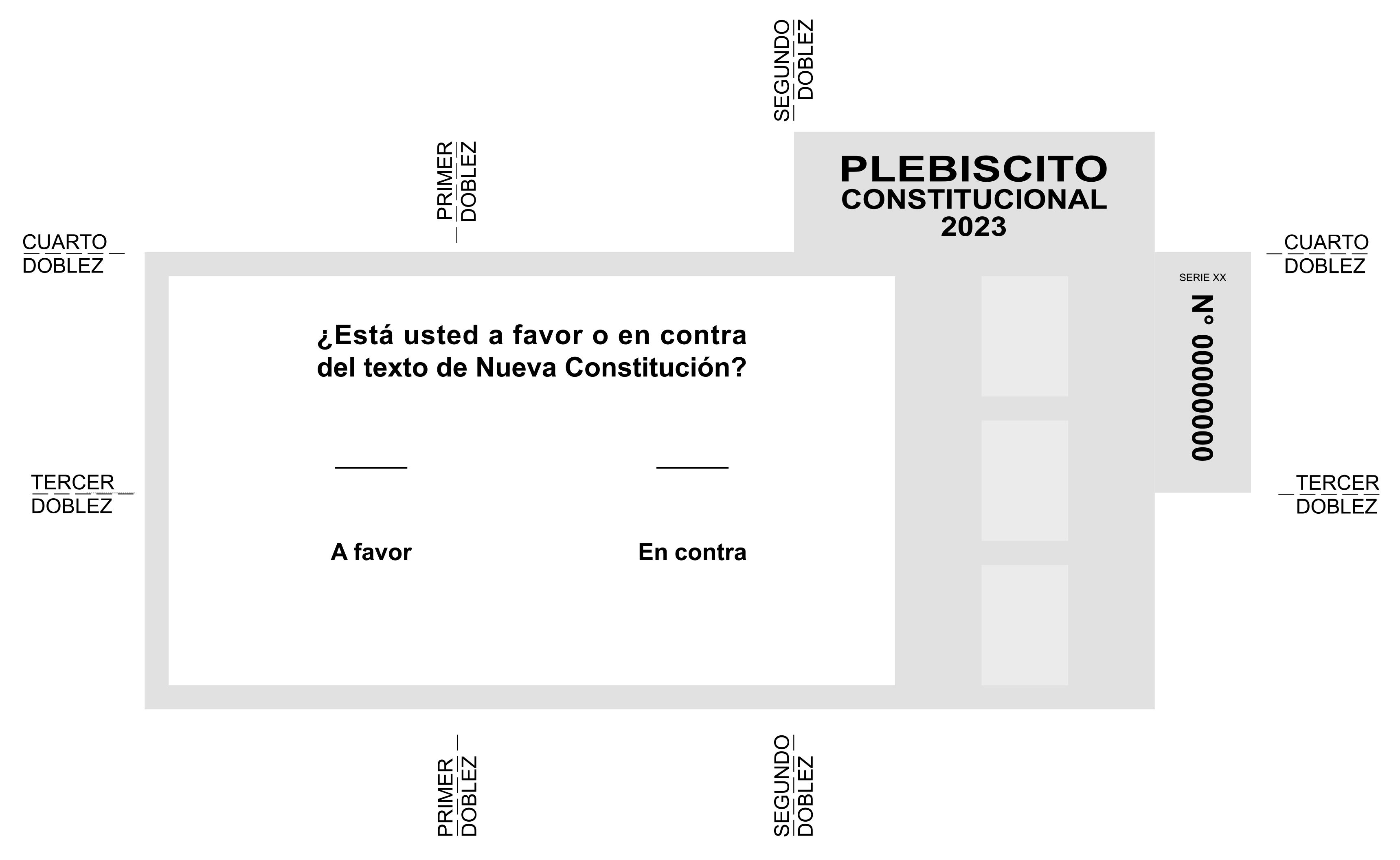
Cédula de votación utilizada en el plebiscito.

El artículo 159 de la Constitución Política de la República de Chile de 1980 señala el texto que contuvo la cédula de votación en el plebiscito:

En el plebiscito señalado, el electorado dispondrá de una cédula electoral que contendrá la siguiente pregunta, “¿Está usted a favor o en contra del texto de Nueva Constitución?”. Bajo la cuestión planteada habrá dos rayas horizontales, una al lado de la otra. La primera de ellas, tendrá en su parte inferior la expresión “A favor”, y la segunda, la expresión “En contra”, a fin de que el elector pueda marcar su preferencia sobre una de las alternativas.
Constitución Política de la República de Chile de 1980, artículo 159

El plebiscito contó con una sola papeleta, presentando la pregunta si el votante estaba a favor o en contra de la nueva constitución.

## Campaña

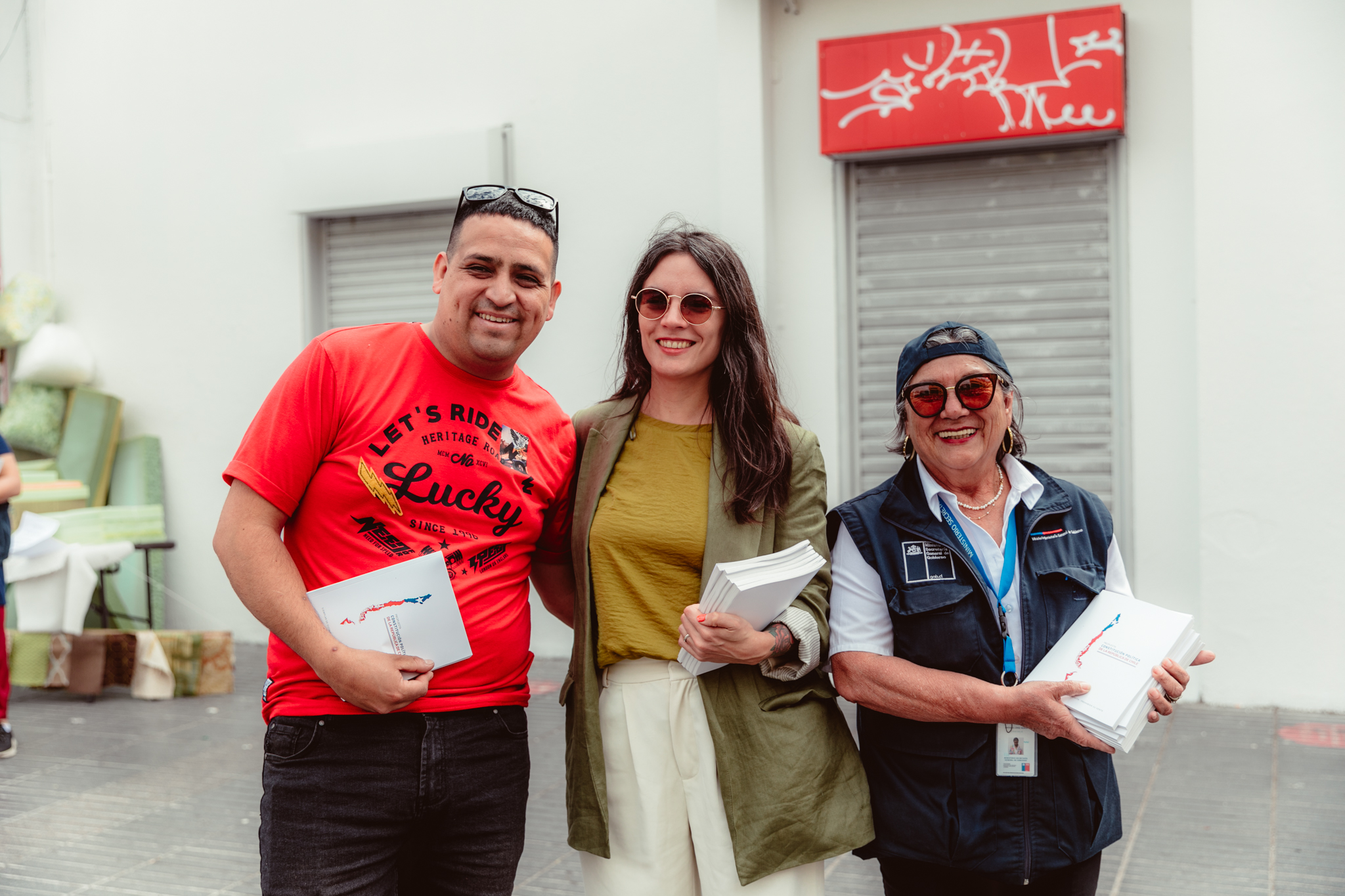
Ministra Camila Vallejo hace entrega de texto elaborado por el Consejo Constitucional como parte de campaña informativa

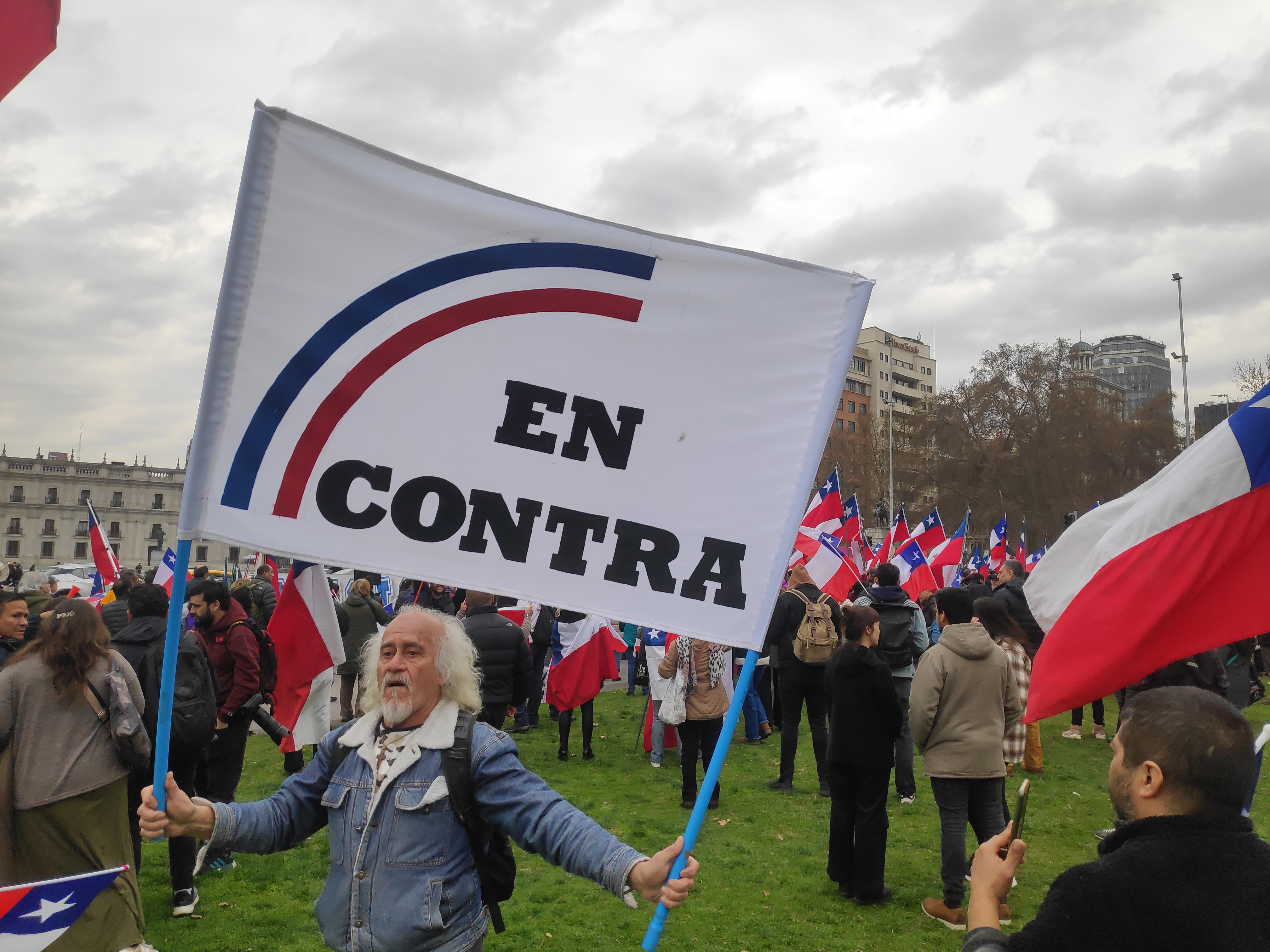
Persona con lienzo de la opción «En contra» en una manifestación en 2023.

### Apoyos políticos

#### «A favor»
| - Chile Vamos - Unión Demócrata Independiente - Renovación Nacional - Evolución Política | - Partido Republicano de Chile - Amarillos por Chile - Demócratas - Partido de la Gente - Sentido Común - Partido Radical de Chile (facciones) |

#### «En contra»
| - Socialismo Democrático - Partido Socialista de Chile - Partido por la Democracia - Partido Radical de Chile - Partido Liberal de Chile - Frente Amplio - Convergencia Social - Revolución Democrática - Comunes | - Chile Digno - Partido Comunista de Chile - Federación Regionalista Verde Social - Acción Humanista - Partido Demócrata Cristiano - Partido Humanista de Chile - Partido Igualdad - Patria Progresista - Partido Popular | - Partido Alianza Verde Popular - Partido Republicano de Chile (facciones) - Partido de la Gente (facciones) - Amarillos por Chile (facciones) - Demócratas (facciones) |

#### Otros
- Partido Social Cristiano: El partido había anunciado su apoyo a la opción «En contra» en agosto de 2023,[35] pero el 7 de noviembre del mismo año la colectividad cambió su postura en darle libertad de acción a sus militantes, participando en ambas campañas.[36] Para la repartición de tiempos en la franja electoral, el PSC se inscribió tanto en el espacio de las opciones «A Favor» como «En Contra».[37]

### Franja televisiva
El 10 de noviembre de 2023, el Consejo Nacional de Televisión dio a conocer la distribución de tiempos para la franja electoral correspondiente al plebiscito, siendo ésta emitida en dos bloques de 15 minutos diariamente —a las 12:45 y 20:45— desde el 17 de noviembre hasta el 14 de diciembre. La distribución fue de la siguiente manera:
| Comando                     | Partido    | Tiempo (min/seg/cuadros) | Tiempo (min/seg/cuadros) | Tiempo (min/seg/cuadros) |
| Comando                     | Partido    | Diario                   | Por emisión              | Emisión comando          |
| --------------------------- | ---------- | ------------------------ | ------------------------ | ------------------------ |
| PDG                         | PDG        | 2:38:19                  | 1:19:09                  | 1:19:09                  |
| Ciudadanos a favor de Chile | PRCh       | 3:18:09                  | 1:39:04                  | 5:35:00                  |
| Ciudadanos a favor de Chile | RN         | 3:26:06                  | 1:43:03                  | 5:35:00                  |
| Ciudadanos a favor de Chile | UDI        | 3:19:23                  | 1:39:27                  | 5:35:00                  |
| Ciudadanos a favor de Chile | Evópoli    | 1:05:21                  | 0:32:26                  | 5:35:00                  |
| Centro a favor              | Amarillos  | 0:28:17                  | 0:14:08                  | 0:28:17                  |
| Centro a favor              | Demócratas | 0:28:17                  | 0:14:08                  | 0:28:17                  |
| PSC                         | PSC        | 0:14:08                  | 0:07:04                  | 0:07:04                  |

| Comando                                   | Partido | Tiempo (min/seg/cuadros) | Tiempo (min/seg/cuadros) | Tiempo (min/seg/cuadros) |
| Comando                                   | Partido | Diario                   | Por emisión              | Emisión comando          |
| ----------------------------------------- | ------- | ------------------------ | ------------------------ | ------------------------ |
| PDC                                       | PDC     | 1:19:06                  | 0:39:18                  | 0:39:18                  |
| Chile en contra                           | PPD     | 1:12:23                  | 0:36:12                  | 5:31:14                  |
| Chile en contra                           | PR      | 0:33:05                  | 0:16:17                  | 5:31:14                  |
| Chile en contra                           | PS      | 1:42:24                  | 0:51:12                  | 5:31:14                  |
| Chile en contra                           | PCCh    | 2:19:07                  | 1:09:18                  | 5:31:14                  |
| Chile en contra                           | RD      | 1:17:05                  | 0:38:18                  | 5:31:14                  |
| Chile en contra                           | FRVS    | 0:32:05                  | 0:16:03                  | 5:31:14                  |
| Chile en contra                           | Comunes | 1:02:06                  | 0:31:03                  | 5:31:14                  |
| Chile en contra                           | PL      | 0:28:21                  | 0:14:11                  | 5:31:14                  |
| Chile en contra                           | CS      | 1:25:27                  | 0:42:29                  | 5:31:14                  |
| Chile en contra                           | AH      | 0:28:21                  | 0:14:11                  | 5:31:14                  |
| Por Chile vota en contra                  | PH      | 0:28:21                  | 0:14:11                  | 0:28:22                  |
| Por Chile vota en contra                  | PI      | 0:28:21                  | 0:14:11                  | 0:28:22                  |
| Unidad ciudadana: Chile contra los abusos | PP      | 0:28:21                  | 0:14:11                  | 0:43:03                  |
| Unidad ciudadana: Chile contra los abusos | PAVP    | 0:28:21                  | 0:14:11                  | 0:43:03                  |
| Unidad ciudadana: Chile contra los abusos | Popular | 0:28:21                  | 0:14:11                  | 0:43:03                  |
| PSC                                       | PSC     | 0:14:11                  | 0:07:05                  | 0:07:05                  |

## Encuestas de intención de voto
| Fecha  | Empresa  | A favor | En contra | NS/NR  | Casos |
| ------ | -------- | ------- | --------- | ------ | ----- |
| 24-mar | Cadem    | 34 %    | 44 %      | 22 %   | 705   |
| 5-abr  | Criteria | 16 %    | 33 %      | 51 %   | 1000  |
| 11-may | Cadem    | 40 %    | 36 %      | 24 %   | 707   |
| 26-may | Cadem    | 34 %    | 46 %      | 20 %   | 703   |
| 2-jun  | Cadem    | 28 %    | 48 %      | 24 %   | 712   |
| 5-jun  | Criteria | 19 %    | 27 %      | 54 %   | 1000  |
| 9-jun  | Cadem    | 26 %    | 51 %      | 23 %   | 708   |
| 16-jun | Cadem    | 26 %    | 53 %      | 21 %   | 708   |
| 23-jun | Cadem    | 29 %    | 53 %      | 18 %   | 708   |
| 30-jun | Cadem    | 30 %    | 54 %      | 16 %   | 708   |
| 30-jun | Activa   | 17 %    | 24 %      | 37 %   | 1064  |
| 4-jul  | Criteria | 17 %    | 31 %      | 52 %   | 1000  |
| 7-jul  | Cadem    | 25 %    | 55 %      | 20 %   | 708   |
| 21-jul | Cadem    | 26 %    | 57 %      | 17 %   | 705   |
| 28-jul | Activa   | 12 %    | 26 %      | 46 %   | 1058  |
| 8-ago  | Criteria | 15 %    | 41 %      | 44 %   | 1000  |
| 25-ago | Cadem    | 24 %    | 56 %      | 20 %   | 704   |
| 31-ago | Activa   | 16 %    | 27 %      | 35 %   | 1076  |
| 1-sep  | Cadem    | 30 %    | 53 %      | 17 %   | 705   |
| 5-sep  | Criteria | 16 %    | 45 %      | 39 %   | 998   |
| 15-sep | Cadem    | 23 %    | 57 %      | 20 %   | 703   |
| 22-sep | Cadem    | 21 %    | 59 %      | 20 %   | 705   |
| 29-sep | Cadem    | 24 %    | 54 %      | 22 %   | 705   |
| 1-oct  | Activa   | 11,3 %  | 36,3 %    | 35,5 % | 1036  |
| 6-oct  | Cadem    | 28 %    | 53 %      | 19 %   | 705   |
| 13-oct | Cadem    | 28 %    | 53 %      | 19 %   | 701   |
| 20-oct | Cadem    | 31 %    | 54 %      | 15 %   | 702   |
| 26-oct | Cadem    | 34 %    | 51 %      | 15 %   | 705   |
| 3-nov  | Cadem    | 35 %    | 50 %      | 15 %   | 702   |
| 10-nov | Cadem    | 32 %    | 50 %      | 18 %   |       |
| 17-nov | Cadem    | 32 %    | 49 %      | 19 %   |       |
| 24-nov | Cadem    | 38 %    | 46 %      | 16 %   | 705   |

## Resultados
«¿Está usted a favor o en contra del texto de Nueva Constitución?»
|  | 44.24 % |

|  | 55.76 % |

|  | 95.00 % |

|  | 3.69 % |

|  | 1.31 % |

|  | 100 % |

|  | 84.48 % |

### Resultados por regiones
| Regiones           | Mesas  | A favor   | A favor | En contra | En contra | Válidos    | Válidos | Nulos   | Nulos | Blancos | Blancos | Emitidos   | Electores  | Participación % |
| Regiones           | Mesas  | Votos     | %       | Votos     | %         | Votos      | %       | Votos   | %     | Votos   | %       | Emitidos   | Electores  | Participación % |
| ------------------ | ------ | --------- | ------- | --------- | --------- | ---------- | ------- | ------- | ----- | ------- | ------- | ---------- | ---------- | --------------- |
| Arica y Parinacota | 506    | 65 490    | 45.69   | 77 854    | 54.31     | 143 344    | 94.24   | 6655    | 4.38  | 2112    | 1.39    | 152 111    | 192 632    | 78.96           |
| Tarapacá           | 664    | 90 494    | 46.69   | 103 308   | 53.31     | 193 802    | 94.92   | 7902    | 3.87  | 2471    | 1.21    | 204 175    | 257 862    | 79.18           |
| Antofagasta        | 1254   | 152 530   | 40.82   | 221 124   | 59.18     | 373 654    | 94.57   | 16 487  | 4.17  | 4980    | 1.26    | 395 121    | 487 917    | 80.98           |
| Atacama            | 625    | 74 316    | 38.57   | 118 338   | 61.43     | 192 654    | 94.41   | 8377    | 4.11  | 3025    | 1.48    | 204 056    | 243 147    | 83.92           |
| Coquimbo           | 1684   | 212 404   | 40.06   | 317 809   | 59.94     | 530 213    | 94.01   | 24 234  | 4.30  | 9520    | 1.69    | 563 967    | 658 116    | 85.69           |
| Valparaíso         | 4301   | 549 031   | 40.94   | 791 887   | 59.06     | 1 340 918  | 94.96   | 53 655  | 3.80  | 17 557  | 1.24    | 1 412 130  | 1 663 339  | 84.90           |
| Metropolitana      | 15 214 | 1 976 734 | 41.17   | 2 824 658 | 58.83     | 4 801 392  | 95.78   | 158 562 | 3.16  | 52 822  | 1.05    | 5 012 776  | 5 950 689  | 84.24           |
| O'Higgins          | 2077   | 307 415   | 44.29   | 386 603   | 55.71     | 694 018    | 94.57   | 29 357  | 4.00  | 10 491  | 1.43    | 733 866    | 809 045    | 90.71           |
| Maule              | 2409   | 398 202   | 50.62   | 388 407   | 49.38     | 786 609    | 94.51   | 34 181  | 4.11  | 11 469  | 1.38    | 832 259    | 924 296    | 90.04           |
| Ñuble              | 1130   | 208 267   | 56.11   | 162 881   | 43.89     | 371 148    | 94.72   | 15 173  | 3.87  | 5530    | 1.41    | 391 851    | 441 124    | 88.83           |
| Biobío             | 3506   | 544 351   | 48.37   | 580 965   | 51.63     | 1 125 316  | 94.78   | 46 462  | 3.91  | 15 550  | 1.31    | 1 187 328  | 1 356 298  | 87.54           |
| La Araucanía       | 2376   | 377 917   | 53.43   | 329 394   | 46.57     | 707 311    | 94.30   | 30 685  | 4.09  | 12 030  | 1.60    | 750 026    | 907 222    | 82.67           |
| Los Ríos           | 953    | 132 665   | 46.51   | 152 599   | 53.49     | 285 264    | 94.41   | 11 801  | 3.91  | 5082    | 1.68    | 302 147    | 362 741    | 83.30           |
| Los Lagos          | 2004   | 292 533   | 48.30   | 313 176   | 51.70     | 605 709    | 93.56   | 28 181  | 4.35  | 13 494  | 2.08    | 647 384    | 769 103    | 84.17           |
| Aysén              | 269    | 29 737    | 45.31   | 35 891    | 54.69     | 65 628     | 93.45   | 3069    | 4.37  | 1529    | 2.18    | 70 226     | 97 965     | 71.68           |
| Magallanes         | 414    | 44 432    | 40.21   | 66 072    | 59.79     | 110 504    | 93.36   | 5700    | 4.82  | 2157    | 1.82    | 118 361    | 157 304    | 75.25           |
| Extranjero         | 347    | 13 507    | 36.68   | 23 321    | 63.32     | 36 828     | 99.06   | 249     | 0.67  | 102     | 0.27    | 37 179     | 127 552    | 29.15           |
| Total              | 39 728 | 5 470 025 | 44.24   | 6 894 287 | 55.76     | 12 364 312 | 95.00   | 480 730 | 3.69  | 169 921 | 1.31    | 13 014 963 | 15 406 352 | 84.48           |

## Reacciones
Mediante cadena nacional, el presidente de la República, Gabriel Boric, emitió un discurso en el que señaló haber escuchado la voz de los ciudadanos expresada en el plebiscito y aseguró que con el «resultado, durante nuestro mandato se cierra el proceso constitucional».